# Persistenz des Sehens
Persistenz des Sehens (englisch Persistence of Vision) ist ein im 19. Jahrhundert etablierter Terminus, um die realitätsnahe Bewegungswahrnehmung beim Ansehen bewegter Bilder zu erklären, beispielsweise im Film oder Fernsehen. Im Deutschen werden in diesem Zusammenhang häufig auch die Bezeichnungen Nachbildwirkung oder Trägheit des Auges verwendet. Die traditionelle Erklärung behauptet dabei, dass ein wahrgenommenes Bild nach seinem Verschwinden auf der Netzhaut für eine gewisse Zeit fortbestehe und mit dem folgenden Bild zu einer Einheit verschmelze, was die Wahrnehmung einer nahtlosen Bewegung bewirke. Dieses Erklärungsmodell ist durch neuere Erkenntnisse widerlegt, hält sich aber hartnäckig in der Literatur.
Als Ursache, warum bewegte Bilder einen realen Eindruck vermitteln, sind zwei getrennte Aspekte von Bedeutung: Erstens, warum eine Sequenz von Bildern zu einem Bild verschmilzt und zweitens, warum auf diesen Bildern wiedergegebene Bewegungen, die nicht kontinuierlich und stetig wiedergegeben werden, dennoch realitätsnah erscheinen. Letzteres wird durch die stroboskopische Bewegung erklärt. Für den ersten Punkt, also um sequentielle Bilder zu einem Gesamtbild zu verschmelzen, müssen sie in ausreichender Frequenz wiederholt werden. Damit sie flimmerfrei wahrgenommen werden, muss diese über der Flimmerfusionsfrequenz liegen. Die Bezeichnungen „Persistenz des Sehens“, „Nachbildwirkung“ und „Trägheit des Auges“ werden nun teilweise nur auf diesen Aspekt bezogen. Dabei ist die Bezeichnung „Nachbildwirkung“ allerdings sehr unglücklich, da retinale Nachbilder hierbei keine Rolle spielen.

## Flimmerfusion
Um die Kontinuität für die Umrisse einer Figur zu gewährleisten, sind bereits 4 bis 5 Bilder pro Sekunde ausreichend. Um aber das Innere einer Figur flimmerfrei wahrnehmen zu können, sind weit höhere Frequenzen notwendig, diese hängen zudem vor allem von der Helligkeit der Bildpunkte ab. Im Kino werden im Regelfall 48 oder 72 Bilder pro Sekunde gezeigt, wobei es dabei nur 24 verschiedene Bilder pro Sekunde gibt, die zwei oder drei Mal wiederholt werden. Bei der Flimmerfusionsfrequenz handelt es sich um die Grenzfrequenz, ab der das menschliche Auge einen periodischen Lichtreiz nicht mehr von einem gleichmäßig leuchtenden unterscheiden kann.

## Visuelle Persistenz
Wie schon erwähnt, reichen Frequenzen von 4 bis 5 Hertz aus, damit Konturen als persistent wahrgenommen werden. Grund hierfür ist die visuelle Persistenz, die Teil des ikonischen Gedächtnisses ist. Retinale Nachbilder spielen dabei keine Rolle, es handelt sich nicht um eine sensorische, sondern um eine kortikale Funktion. Sie ist auch die Erklärung für die Wahrnehmung beim Thaumatrop, bei dem auf Vor- und Rückseite einer Scheibe zwei unterschiedliche Bilder dargestellt sind und bei schnellem Drehen der Scheibe die Bilder fusioniert wahrgenommen werden.